# NGC 5592
NGC 5592 је спирална галаксија у сазвежђу Хидра која се налази на NGC листи објеката дубоког неба.
Деклинација објекта је - 28° 41' 18" а ректасцензија 14h 23m 54,9s. Привидна величина (магнитуда) објекта NGC 5592 износи 12,7 а фотографска магнитуда 13,5. Налази се на удаљености од 58,571 милиона парсека од Сунца. NGC 5592 је још познат и под ознакама ESO 446-58, MCG -5-34-11, AM 1421-282, IRAS 14210-2827, PGC 51428.